# Фогель, Эдуард
Эдуа́рд Фо́гель (нем. Eduard Vogel; 7 марта 1829, Крефельд, Рейнская провинция — февраль 1856, Уара, Ваддай) — немецкий путешественник, исследователь африканского континента.

## Биография

### Ранние годы
Родился в Крефельде, Рейнская провинция. Изучал математику, ботанику и астрономию в Лейпциге и Берлине у Иоганна Энке. В 1851 году назначен помощником астронома в обсерваторию Джона Хайнда Риджентс-парк. В том же году был представлен Августом Петерманом в Королевское географическое общество.

### Экспедиция в Африку
В 1853 году, был выбран правительством Великобритании для участие в экспедиции Ричардсона, Барта и Овервегома. Фогель должен был заменить в составе группы Ричардсона (умершего в 1851 году) и собирать метеорологические, географические данные. В 1853 году экспедиция достигла Южного Судана.
25 июля, он покинул Триполи чтобы присоединиться к Барту. 13 января 1854 года в конец Транссахарской торговли — Кукаву. 19 июля, после езды на пароходе по реке Нигер и Бенуэ попал в тюрьму города Маруа.
Достигнув султаната Вадаи, Фогель был убит бандитами по дороге в Триполи. На его поиски были организованы несколько экспедиций, членами которых были Германн Штейднер, Теодор Гейглин и Александрина Тинне.

## Семья
Сестра — Элиза Полько (1823—1899), германская писательница. Отец — Фогель, Иоганн-Карл-Христофор, педагог.